# Budislavec
Budislavec falu Horvátországban, Varasd megyében. Közigazgatásilag  Zamlacsszentvidhez tartozik.

## Fekvése
Varasdtól 7 km-re délnyugatra, községközpontja Vidovec nyugati szomszédságában a Drávamenti-síkságon  a Varasdot Ivanecen és Lepoglaván át Zágrábbal összekötő 35-ös főút mentén fekszik.

## Története
A település pontos keletkezési ideje nem ismert. A korabeli források beszámolnak arról, 1554-ben az adót fizetni nem tudó falvakat, köztük Budislavecet a török felégette. Az elpusztított falvak csak nagyon sokára népesültek be újra és a népesség számát sokban befolyásolta a török lovasságtól való állandó félelem. 1599-ben a pestis pusztította a falu lakosságát. Az elpusztultak helyére Pakrac környékéről telepítettek be jobbágyokat. 1682-ben a pestis újabb hulláma tört rá Varasd környékére, ezúttal Stájerországból. Harminc évvel később, 1712-ben újabb pestisjárvány következett, mely ezúttal Magyarországról érkezett, az 1731-es járvány pedig főként az állatállományt sújtotta. A háborús idők elmúltával a  település is fejlődésnek indult. 
A falu a 16. századig egyházilag Zamlača Szent Ulrik plébániájához tartozott. A vidoveci plébánia létezéséről 1574-ből van először adatunk. 1857-ben 221, 1910-ben 295 lakosa volt. A falu 1920-ig Varasd vármegye Varasdi járásához tartozott, majd a Szerb-Horvát Királyság része lett. Lakói főként mezőgazdaságból éltek, de sokan jártak a közeli Varasd üzemeibe is. 2001-ben a falunak 61 háza és 242 lakosa volt. 

## Külső hivatkozások
- Vidovec község hivatalos oldala
- A vidoveci plébánia honlapja